# Reichsbahndirektion Ludwigshafen
Die Reichsbahndirektion Ludwigshafen war eine Direktion der Deutschen Reichsbahn, die vom 6. Juli 1922 bis zum 1. April 1937 existierte und die sämtliche Bahnstrecken innerhalb der Pfalz umfasste. Hervorgegangen aus den 1909 verstaatlichen Pfälzischen Eisenbahnen, bildete sie anschließend die Königlich Bayerische Eisenbahndirektion Ludwigshafen am Rhein der Bayerischen Staatseisenbahnen. Nach zweimaliger Änderung ihrer Bezeichnung fand ihre Konstitution als Direktion der 1920 gegründeten Deutschen Reichsbahn 1922 statt. Ab 1936 folgte ihre schrittweise Auflösung. Ihr Zuständigkeitsbereich verteilte sich auf die Direktionen in Karlsruhe, Mainz und Saarbrücken.

## Geschichte

### Vorläufer

#### Pfälzische Eisenbahnen
Die spätere Reichsbahndirektion Ludwigshafen hat ihre Ursprünge bei den Pfälzischen Eisenbahnen, die am 1. Januar 1870 aus dem Zusammenschluss der Pfälzischen Ludwigsbahn-Gesellschaft, der Pfälzischen Maximiliansbahn-Gesellschaft, Gesellschaft der Pfälzischen Nordbahnen und der Neustadt-Dürkheimer Eisenbahn-Gesellschaft. Die drei erstgenannten behielten dabei ihre Selbständigkeit. In Ludwigshafen am Rhein entstand im Zeitraum von 1870 bis 1873 ein Direktionsgebäude. Die abgekürzt Pfalzbahn genannte Gesellschaft betrieb das gesamte Schienennetz der Pfalz. Lediglich entlang der im Zeitraum von 1896 bis 1904 errichteten Glantalbahn war sie aufgrund des unregelmäßigen Grenzverlaufs zwischen Bayern und Preußen im mittleren und unteren Glantal stellenweise für Abschnitte außerhalb der Pfalz zuständig.
In den knapp vier Folgejahrzehnten war sie das seinerzeit größte Privatbahnunternehmen innerhalb des Deutschen Reichs. Der Grund dafür war, dass der bayerische Staat dort anfangs kein Interesse an einem staatlichen Eisenbahnbetrieb hatte. Dennoch behielt er sich langfristig eine Verstaatlichung seines linksrheinischen Eisenbahnnetzes vor.

#### Königlich Bayerische Eisenbahndirektion Ludwigshafen am Rhein
Am 1. Januar 1909 ging die Gesellschaft schließlich in das Eigentum der Bayerischen Staatseisenbahnen über. Die frühere Pfalzbahn fungierte fortan als Königlich Bayerische Eisenbahndirektion Ludwigshafen am Rhein.
In der Folgezeit wurden nur noch wenige Strecken neu eröffnet. Am 23. Januar 1909 – wenige Tage nach der Verstaatlichung – folge die Freigabe der Elmsteiner Thalbahn Lambrecht–Elmstein. 1911 kamen die in den ersten Jahren ausschließlich dem Güterverkehr dienende Stichbahn nach Otterberg sowie die Wieslauterbahn Hinterweidenthal Ost–Bundenthal-Rumbach und die Verlängerung der schmalspurigen Ludwigshafen–Dannstadt nach Meckenheim hinzu. Das größte Bahnprojekt während dieser Zeit war die jahrzehntelang geforderte Vollendung der in Teilen bereits 1875 und 1904 eröffneten Biebermühlbahn Kaiserslautern–Pirmasens, die 1913 stattfand. In jeweils zwei Etappen entstanden die 1913 und 1916 die Hornbachbahn Zweibrücken–Brenschelbach sowie 1914 und 1920 die Bachbahn Lampertsmühle-Otterbach–Reichenbach. Erstere sollte als strategische Bahn ursprünglich bis ins lothringische Bitsch führen, der Ausgang des Ersten Weltkriegs, der zudem die Rückgabe Elsaß-Lothringens an Frankreich zur Folge hatte, verhinderte diese Maßnahme jedoch.
Als weitere Folge des Kriegs und der Abschaffung der Monarchie lautete die Bezeichnung ab Dezember 1918 nur noch Bayerische Eisenbahndirektion Ludwigshafen am Rhein und ab Mai 1920 Eisenbahndirektion Ludwigshafen (Rhein). Am 10. März 1920 trat sie zudem ihr westliches Streckennetz, das Teil des neu geschaffenen Saargebiet wurde, ab. Betroffen war die Bahnstrecke Homburg–Neunkirchen sowie Teile der Strecken Mannheim–Saarbrücken, Homburg–Zweibrücken, Landau–Rohrbach, der Bliestalbahn, der Glantalbahn und der Hornbachbahn.

### Reichsbahndirektion Ludwigshafen

#### Erste Jahre
Die Konstitution als Reichsbahndirektion Ludwigshafen fand am 6. Juli 1922 statt. Bahnbetriebswerke befanden sich in Kaiserslautern, Ludwigshafen, Neustadt, Zweibrücken und Landau. Ihr Präsident wurde Wilhelm Lieberich. Bereits im Folgejahr musste sie in Form des als Folge der französischen Besatzung von letzterer durchgeführten Regiebetriebs eine erste größere Herausforderung bewältigen. Lieberich weigerte sich, Wagen für den Transport von Kohle nach Frankreich zur Verfügung zu stellen. Am 3. März 1923 wurde Ferdinand Happ neuer Präsident, nachdem Liebrich in den Ruhestand versetzt worden war. Frankreich veranlasste die Ausweisung des pfälzischen Eisenbahnpersonals, weshalb die Direktion zunächst nach Heidelberg umzog, Anfang 1924 nach Mannheim. Im Januar 1925 war die Direktion wieder in Ludwigshafen tätig.
Da der Ausbau des Eisenbahnnetzes zu dieser Zeit bereits weitestgehend zum Erliegen gekommen war, fanden während dieser Zeit unter der Regie der Ludwigshafener Direktion nur wenige Streckeneröffnungen statt. Die Arbeiten für die Verlängerung der Eistalbahn Grünstadt–Eisenberg bis nach Enkenbach begannen bereits 1922, wurden jedoch zum einen durch die französische Besatzung und zum anderen durch eine regionale Wirtschaftskrise verzögert, sodass das Projekt erst 1932 zum Abschluss kam. Ein weiteres Projekt war die Verlängerung der Wieslauterbahn bis nach Fischbach bei Dahn, das jedoch am Widerstand des Reichsschatzministeriums scheiterte. Lediglich die kurzlebige schmalspurige Wasgauwaldbahn ging aus diesen Plänen hervor.

#### Auflösung
Im Zuge der Rückgliederung des Saargebiets wurde die Direktion Mitte der 1930er Jahre schrittweise aufgelöst. Ihr westpfälzisches Streckennetz gab sie mit Wirkung des 1. Mai 1936 an die Reichsbahndirektion Saarbrücken ab. Zum 1. Februar 1937 trat sie einen Teil ihres Bereichs im Südosten an die Karlsruher Stelle ab, ehe zum 1. April des Jahres der restliche Direktionsbereich Mainz angegliedert wurde. Zum 31. Juli 1937 wurde dann auch die Abwicklungsstelle der ehemaligen RBD Ludwigshafen – also der letzte verbliebene Rest der ehemaligen Direktion – aufgelöst.